# 루메판트린
루메판트린(Lumefantrine) 또는 벤플루메톨은 항말라리아제이다. 이것은 아르테메테르와의 조합으로만 사용된다. "코-아르테메테르"라는 용어는 때때로 이 조합을 설명하는 데 사용된다. 루메판트린은 아르테메테르에 비해 생물학적 반감기가 훨씬 길어서 (3-6일 대 2시간) 조합 치료 후 남아 있는 잔류 기생충을 제거하는 것으로 생각된다.

## 작용 메커니즘
열대열원충의 적혈구 단계에서 루메판트린이 작용하는 정확한 메커니즘은 알려지지 않았다. 그러나 가능한 두 가지 메커니즘을 통해 작용하는 것으로 나타났다.
- β-헤마틴과 복합체를 형성하여 β-헤마틴 형성 억제
- 핵산 및 단백질 합성 억제

또한, 인간 나트륨-칼륨 ATPase α1 소단위와 상호작용하는 것으로 나타났다.

## 대사
루메판트린은 간에서 사이토크롬 P450 3A4 동효소(CYP3A4)와 2D6 (CYP2D6)에 의해 대사되어 주요 대사물인 desbutyl-루메판트린을 생성한다.

## 부작용
아르테메테르와 병용하여 사용된 루메판트린은 다음과 같은 부작용을 유발하는 것으로 나타났다.
- QT 간격 연장, 특히 동일한 효과를 나타내는 다른 약물과 병용하거나 선천성 QT 간격 연장 환자에서
- 과민 반응
- CYP3A4 및 CYP2D6 유도 또는 억제 약물과의 상호작용
- 불임 (정자 이상 및 임신 어려움)

HIV 치료의 일환으로 에파비렌즈를 복용하는 사람들은 이 항레트로바이러스의 AUC 감소로 인해 치료 중 잠재적인 편차를 주의해야 한다.

## 역사
루메판트린은 피로나리딘 및 나프토퀴닌과 함께 1967년에 시작된 중국 523 프로젝트 항말라리아 약물 연구 노력 중에 합성되었다. 이 화합물들은 모두 조합 항말라리아 치료에 사용된다.

## 연구
루메판트린은 열대열원충 말라리아 치료를 위한 가나플라시드와의 병용 요법의 일부로 연구되고 있다.

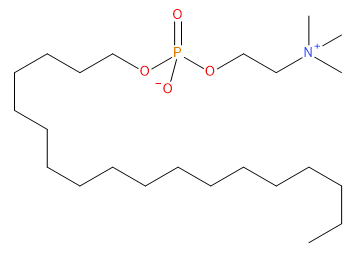
O-콜린

O-콜린(octadecyl 2-(trimethylammonio)ethyl phosphate)과 함께 루메판트린은 막 인지질 합성 억제, 헤모글로빈 소화 및 젖산 대사 표적화를 통해 테일레리아 에퀴와 바베시아 카발리의 생체 내 성장을 억제한다. 또한 시험관 내에서 바베시아 깁소니의 성장을 억제할 수 있다(아르테미시닌 유도체와 시너지 효과).
클로렐라 불가리스, 라피도셀리스 서브카피타타, 렘나 미노르 및 미크로키스티스 아에루기노사에 부작용을 미쳐 수생 생태계에 부정적인 영향을 미칠 수 있다. 또한, FSHB를 감소시키고 프로락틴 분비를 증가시켜 잠재적인 내분비계 장애물질로 분류된다.
루메판트린과 인산 칼슘이 로드된 지질 나노입자 또는 큐보솜은 이 조합의 잠재적인 항혈관신생 및 항염증제 속성으로 인해 폐암의 잠재적인 치료법으로 연구되었다.

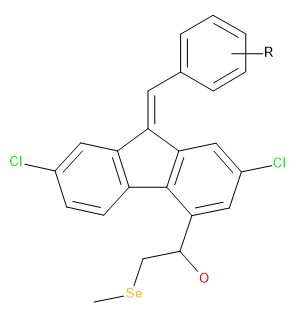
셀레네 함유 루메판트린 유도체의 일반 구조

셀레네 함유 루메판트린 유도체는 크노베나겔 응축(루메판트린 합성에 사용됨)을 통해 합성되었으며 잠재적인 항생제 및 항진균 활성을 나타낸다. 시프로플록사신과 비교하여 대장균의 MurB 효소 – 세포 주기 및 세포벽 합성에 참여하는 효소 –에 더 강력하게 결합하는 것으로 나타났다.

## 같이 보기
- 아르테메테르/루메판트린
- 할로판트린